# Sophia Amoruso
Sophia Christina Amoruso (nacida el 20 de abril de 1984) es una empresaria estadounidense. Nació en San Diego, California, y se mudó a Sacramento después de la secundaria, poco después de mudarse a San Francisco. Fundó Nasty Gal, un minorista de moda femenina, que pasó a ser nombrada una de "las empresas de más rápido crecimiento" por la revista Inc. en 2012. En 2016, Forbes la nombró una de las mujeres más ricas del mundo por su propia cuenta. Sin embargo, Nasty Gal se declaró en bancarrota. En 2017, Amoruso fundó Girlboss Media, una empresa que crea contenido para que las mujeres de la generación millennial progresen como personas en su vida personal y profesional.
Su autobiografía de 2014 #GIRLBOSS fue adaptada a una serie de televisión del mismo nombre para Netflix.

## Primeros años de vida
Amoruso nació en San Diego, California, en 1984. Es de ascendencia griega, italiana y portuguesa. Fue criada en la iglesia ortodoxa griega. Después de que le diagnosticaran depresión y trastorno por déficit de atención con hiperactividad (TDAH) en su adolescencia, abandonó la escuela y comenzó a estudiar en casa para ayudar a sobrellevar estos problemas. Su primer trabajo cuando era adolescente fue en un restaurante Subway, seguido de varios trabajos ocasionales, incluido trabajar en una librería y una tienda de discos. Después de la secundaria, sus padres se divorciaron y ella se mudó a Sacramento, California para vivir un estilo de vida más libre.
Como adulta joven, vivió un estilo de vida nómada, haciendo autostop en la costa oeste, buceando en basureros y robando. En 2003, mientras vivía en Portland, Oregón, dejó de robar después de que la descubrieran robando en una tienda. Dejó Portland y se mudó a San Francisco, poco después de descubrir que tenía una hernia en la ingle. Para obtener el seguro médico para la cirugía, trabajó en el vestíbulo de la Academia de Arte de la Universidad revisando las identificaciones de los estudiantes.

## Carrera profesional

### Tienda en eBay
A los 22 años, mientras trabajaba como guardia de seguridad en la Universidad Academia de Arte de San Francisco, Amoruso abrió una tienda en línea en eBay, a la que llamó Nasty Gal Vintage, nombrada así por el álbum de 1975 de la cantante de funk e ícono del estilo Betty Davis.. La tienda consistía en ropa vintage usada y otros artículos. El primer artículo que vendió fue un libro que había robado cuando era adolescente. Ella misma diseñó, fotografió, subtituló y envió los productos usando lo que le enseñaron en una clase de fotografía.
Amoruso comenzó su negocio trabajando desde su habitación. En 2006, su tienda eBay Nasty Gal Vintage creció considerablemente, convirtiéndose en un negocio de ingresos anuales de 1 millón de dólares después de 6 años y continúa creciendo. Amoruso afirma haber sido expulsada de eBay en 2008 por publicar hipervínculos en los comentarios a los clientes. Después de esto, lanzó Nasty Gal como su propio sitio web minorista, continuando con el crecimiento del negocio como una tienda en línea independiente. Anteriormente declaró que se fue voluntariamente debido a las reglas que impiden que los vendedores dejen comentarios negativos para los clientes. Amoruso también fue acusada de inflar artificialmente las ofertas, lo que ella ha negado.

### Nasty Gal
Nasty Gal desarrolló un seguimiento en línea de mujeres jóvenes en las redes sociales. Creció rápidamente con ingresos que aumentaron de $ 223,000 en 2008 a casi $ 23 millones en 2011. En el apogeo de Nasty Gal, estaba obteniendo 100 millones en ventas anuales, con más de 200 empleados. The New York Times la llamó "una Cenicienta de la tecnología". En 2013, Inc. Magazine la incluyó en su lista de 30 menores de 30. Además, en 2013, Business Insider nombró a Sophia Amoruso como una de las directoras generales más sexys del mundo.
En 2014, la autobiografía de Amoruso #GIRLBOSS fue publicada por Portfolio, una editorial de Penguin que se especializa en libros sobre negocios. En 2016, se anunció que Netflix adaptaría su autobiografía a una serie de televisión del mismo nombre. Amoruso confirma que la mayor parte del programa fue fiel a su vida. Se canceló después de una temporada, ya que recibió una respuesta amarga de los espectadores, diciendo que era un llamado a los narcisistas millennials.
En una entrevista con Dan Schawbel de Forbes, Amoruso admitió que no estaba preparada para las demandas de ser directora ejecutiva, ya que no tenía experiencia previa en liderazgo, y aconsejó que las personas que buscan lanzar un negocio primero adquieran experiencia gerencial en empresas establecidas.
El 12 de enero de 2015, Amoruso anunció que dejaría el cargo de directora ejecutiva de Nasty Gal, sabiendo que la empresa no podía continuar bajo el liderazgo actual. En noviembre de 2016, se informó que la compañía se acogió al Capítulo 11 de la protección por bancarrota y Amoruso renunció como presidenta ejecutiva. La razón de esta quiebra se puede señalar a cambios de liderazgo, una "cultura de trabajo tóxica" y mala comunicación, entre otras fallas. En febrero de 2017, Boohoo Group compró Nasty Gal por $ 20 millones, y Nasty Gal permaneció en Los Ángeles y continuó produciendo ropa, calzado y accesorios con su propia marca.

### Girlboss Media
En diciembre de 2017, Amoruso fundó Girlboss Media (#girlboss), una empresa que crea contenido editorial, videos y podcasts dirigidos a un público femenino. Desde 2017, Amoruso ha realizado Girlboss Rallies, que son eventos instructivos de fin de semana para jóvenes emprendedores por alrededor de $ 500- $ 1400.

## Filmografía
| Papeles de cine y televisión | Papeles de cine y televisión          | Papeles de cine y televisión     | Papeles de cine y televisión                        |
| Año                          | Título                                | Role                             | notas                                               |
| ---------------------------- | ------------------------------------- | -------------------------------- | --------------------------------------------------- |
| 2012                         | Casa de estilo                        | Sí misma                         | 2 episodios                                         |
| 2015                         | Proyecto Pasarela Todas Las Estrellas | Ella Misma / Juez Invitado       | Episodio: "A algunos les gusta el perrito caliente" |
| 2015                         | Cultura pop clandestina               | Sí misma                         | Episodio: "Estilo"                                  |
| Otros créditos               |                                       |                                  |                                                     |
| Año                          | Título                                | Role                             | notas                                               |
| 2017                         | Girlboss                              | Productora ejecutiva y escritora | 13 episodios; basado en el libro #Girlboss          |